# Dobsonia peronii
Dobsonia peronii là một loài động vật có vú trong họ Dơi quạ, bộ Dơi. Loài này được E. Geoffroy mô tả năm 1810.

## Hình ảnh

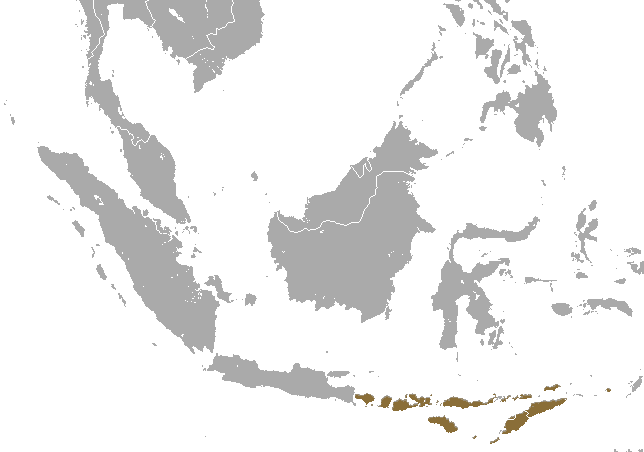